# Lac des Arcs
Pour les articles homonymes, voir Arc.
Le lac des Arcs est un lac situé en Alberta, au Canada dans les montagnes Rocheuses.

## Géographie
Le lac des Arcs est alimenté par les eaux de la Rivière Bow qui le remplit par la rive orientale en le contournant par le Nord et puis se déverse dans le même cours d'eau qui lui sert d'émissaire par la même rive orientale. 
Le lac des Arcs est situé à environ une centaine de kilomètres à l'ouest de Calgary. La localité de Lac des Arcs située sur la rive Sud du lac, porte le nom du lac dans le district municipal de Bighorn No 8.
La route Transcanadienne longe la rive méridionale du lac des Arcs, tandis que la voie de chemin de fer du Canadien Pacifique, longe la rive septentrionale du lac.